# جسیکا شیل
جسیکا شیل (اسپانیایی: Jessica Scheel‎؛ زادهٔ ۱۳ ژانویهٔ ۱۹۹۰) مدل اهل گواتمالا است. او در سال ۲۰۰۷ در جشنواره دوشیزه گواتمالا شرکت کرد و برنده عنوان Miss Guatemala Earth شد. او همچنین نماینده کشور گواتمالا در جشنواره دوشیزه جهان ۲۰۱۰ بود.